# 麥德林戰役
麦德林战役發生於1809年3月28日，是半島戰爭中的一場戰役。法軍在维克多元帅的领导下战胜了由格雷戈里奧·德·拉·奎斯塔将军领导的西班牙軍隊。這場戰役成功奠定了法軍對西班牙南部的初步佔領，而在當年晚些時候的奧卡尼亞戰役，法軍成功佔領了西班牙南部全境。

## 序幕
维克多元帥开始將軍隊向南推进，以摧毁由奎斯塔将军指挥的埃斯特雷馬杜拉军队，后者在法軍的追擊下開始撤退。3月27日，在得到了7,000名士兵的增援後，奎斯塔決定停止撤退，轉而與法軍交戰。
戰場位於麥德林镇的东南方，被瓜地亞納河分隔成兩個部分，有效阻止了西班牙軍隊在法軍右翼的側翼機動。维克多拥有大约17,500名士兵，而西班牙軍隊有大约23,000名士兵。
两位指挥官都以不寻常的方式部署军队，但相較於奎斯塔，维克多的部署似乎更合理。法军的中路為由歐仁-卡西米爾·維拉特将军指挥的步兵师，占据了从麦德林到东南部的唐贝尼托的主要道路，而联队左翼則由安托萬·夏爾·路易·拉薩爾指揮，右翼為維克多·德·拉圖爾-莫布爾指挥，位於更远的南部和东南部。每个联队由一个骑兵师和两个步兵营组成。维克多想要讓他的侧翼越来越靠近中路，最終集中兵力以發動强大的反击打破西班牙軍隊的防线。法軍的预备队為弗朗索瓦·鲁芬将军手下的一个步兵师。相比於维克多创新的计划，奎斯塔的部署則是一場災難：他没有保留任何预备队，仅將23,000名士兵分成四份。他计划简单地打击法军联队，并希望迫使法军背对麦德林和瓜地亚纳河，而這正中維克托的下懷。

## 戰鬥
雙方的火砲先於下午1点開火，奎斯塔在大约一小时后下令发动袭击。西班牙軍隊起初取得了成功，击退了維克多·德·拉圖爾-莫布爾在法軍左翼的骑兵冲锋，迫使两个法军联队不断後撤，与此同时，西班牙的散兵開始向法军陣地開火。拉薩爾的部隊因此陷入危機，因为法軍身後的瓜地亚纳河讓他的部隊無法後撤過多。三个西班牙骑兵团在瓜地亚纳河畔周旋，试图让法军向左移動，但拉薩爾的部隊仍然坚守着阵地。
此時，法军的两翼已经後撤到足以得到維拉特师的支援。拉圖爾-莫布爾的部隊成功得到了兵力和十門火砲的支援。然而，西班牙軍隊仍在不断向前推进，给拉圖爾-莫布爾的部隊带来了險境，他们排成方阵以保护自己免受西班牙骑兵的冲锋，因此無法造成有效殺傷。当西班牙軍隊試圖夺取法軍火炮时，拉圖爾-莫布爾命令龙骑兵再次进攻。法国龙骑兵在這次的進攻中击败了三个西班牙骑兵团，西班牙騎兵在崩潰後逃离战场并放棄了他们的步兵，促使步兵也開始撤退。而由于奎斯塔没有預備隊，使得在被法軍突破戰線後他沒有任何反制手段。
法軍的進攻進展迅速。拉薩爾在得到了来自維拉特的七个步兵营的增援後，他立刻下令法軍對向西進軍的西班牙軍隊进行强而有力的反击。第2骠骑兵团在一个骑兵团的輔助下，粉碎了西班牙骑兵的防禦，稍作整頓後，再將續向东侧的西班牙步兵发起了冲锋。拉薩爾的新营也进行了正面攻击，法国龙骑兵快速碾过西班牙军队的中路，西班牙军队完全陷入崩潰，试图以任何可能的方式逃跑。许多人在这场混乱的撤退中惨遭杀害，奎斯塔的军队近乎被殲滅。
大部分的西班牙军队被法軍完全包围，完全没有任何提供撤退的空間，整支部队被完全歼灭。

## 后果
对于奎斯塔来说，这是灾难性的一次戰鬥，他差點戰死在戰鬥中。有將近8,000名西班牙軍隊被殺，约有2,000人被俘，而法軍仅遭受约1,000人伤亡。这是奎斯塔繼1808年的里奧塞科城后的第二次失敗。这场战斗使得法軍開始征服西班牙南部。

## 註腳
1. 1 2 3 4 5 6 7 8 9 10 11  Bodart 1908，第395頁.
2. ↑  Napier 1828b，第221-224頁.

## 外部連結
- Uffindell, Andrew. . Spellmount. 2003. ISBN 1-86227-177-1.